# Kenneth Lipper
Kenneth Lipper é um cineasta estadunidense. Foi indicado ao Oscar de melhor documentário de longa-metragem na edição de 1999 pelo trabalho na obra The Last Days, ao lado de James Moll.

## Filmografia
- The Last Days (1998)
- The Winter Guest (1997)
- City Hall (1996)